# جوليان وودرو
جوليان وودرو (بالإنجليزية: Julian Woodrow)‏ هو مغني أمريكي، ولد في 30 ديسمبر 1996 في سندرلاند في الولايات المتحدة.